# WASP-91
WASP-91 — одиночная звезда в созвездии Тукана на расстоянии приблизительно 466 световых лет (около 143 парсеков) от Солнца. Вокруг звезды обращается, как минимум, одна планета.

## Характеристики
WASP-91 — оранжевый карлик спектрального класса K3V. Видимая звёздная величина звезды — +12m. Масса — около 0,84 солнечной, радиус — около 0,86 солнечного. Эффективная температура — около 4920 K, металличность звезды оценивается в 0,19.

## Планетная система
В 2017 году у звезды обнаружена планета (WASP-91 b).